# ليون روزنفيلد
ليون روزنفيلد هو فيزيائي وأستاذ جامعي وعالم بلجيكي، ولد في 14 أغسطس 1904 في شارلوروا في بلجيكا، وتوفي في 23 مارس 1974 في كوبنهاغن في الدنمارك.